# Santong (Kayangan)
Santong is een bestuurslaag in het regentschap Noord-Lombok van de provincie West-Nusa Tenggara, Indonesië. Santong telt 5662 inwoners (volkstelling 2010).